# Station Colroy-Lubine
Station Colroy-Lubine is een spoorwegstation in de gemeente Provenchères-et-Colroy tussen Colroy-la-Grande en Lubine in het Franse departement Vosges in de regio Grand Est.
Sinds september 2018 stoppen er geen treinen meer.